# 東河村 (苗栗縣)
東河村為臺灣苗栗縣南庄鄉轄下之一行政區，位於苗栗縣的最東北的山區，是臺灣原住民賽夏族居民最多的區域，賽夏族人口超過行政區內人口的一半，另外還有客家人和少數的泰雅族。豐富的人文以及壯麗的自然景觀是東河村的特色。

## 地理
東河村位於南庄鄉的東北角，地形以高山與丘陵為主，面積76平方公里，行政分為24鄰，438戶，人口1283人，西距南庄鄉治約6公里。全境涵蓋中港溪上游支流大東河流域，北面北埔鄉外坪村，東面由北到南以鵝公髻山（1579公尺）、鳥嘴山（1551公尺）、大窩山（1642公尺）、比林山（1812公尺）、鹿場大山（2618公尺）與新竹縣五峰鄉為界，南以加里山（2220公尺）與泰安鄉為界，西接東江村並以向天湖山（1225公尺）、象鼻山（1369公尺）與蓬萊村為界。
東河村轄區遼闊，眾山環繞，大東河溪流貫其中，因高低落差大，大東河溪的石壁、陡降河床以及豐富的高山林相成為深具特色的旅遊景點。

## 人文
村內賽夏、客家、泰雅三種文化並存，而賽夏族人在全台灣人口最密集之處就在東河村，也是東河村人口最多的族群。賽夏族主要居住於東河村的東河社區、鵝公髻、大竹園、三角湖、加拉灣、中加拉灣、向天湖等部落
，其中向天湖是賽夏族的最大部落，巴斯達隘祭場即位於向天湖，泰雅族人則居住在鹿場、鹿湖、石壁及東河等部落。客家人則居住橫屏背、陸隘寮及東河等地，人口次於賽夏族。

## 歷史
東河村在日治時期稱為大東河，源自於大東河溪名，這個區域最早是賽夏族、泰雅族居住的地方。清代末期漢人始進入南庄開墾，日治時期於南庄發展礦業、林業。後來林礦業沒落，年輕人多外出工作，人口流失，轉為發展酪農業、觀光業為主。中華民國接管臺灣後設風美、東河兩村，後兩村合併。

## 產業
居民種植高經濟作物以及經營觀光業為生，主要生產香菇、高冷蔬菜，而東河溪上游壯麗的山景和原住民特有的文化是當地觀光的主要特色。

## 交通
東河村地處偏遠交通不便，主要對外道路為鄉道苗21，延東河溪畔連絡南庄市區。苗栗客運每日三車次往返東河村至南庄市區。鄉道竹37往東北方向可聯絡北埔。

## 教育
東河村唯一的學校為東河國民小學，其前身為日治時期設立的大東河番童教育所，目前學生人數92人。最近的中學為數公里外南庄市區的南庄國中。

## 旅遊勝地

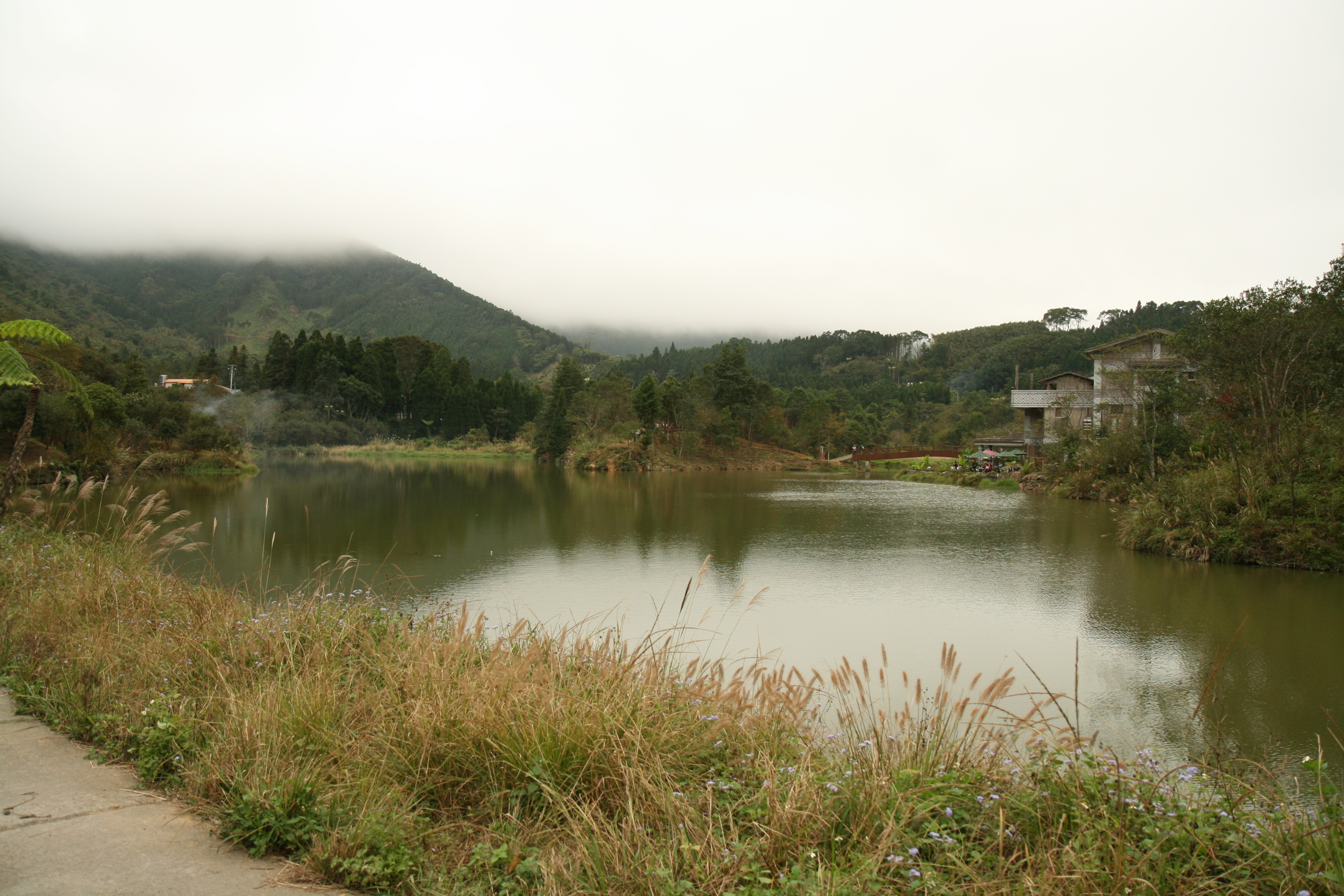
向天湖

### 向天湖
又稱仰天湖，海拔738公尺，湖水流失之後成為肥沃的山間盆地，移居此地的居民將之開闢為耕地。賽夏族最深具歷史意義以及民族代表性的祭典──巴斯達隘祭典每兩年於此地舉行。

### 鹿場
位於東河村南方的山區，早年以狩獵維生的泰雅族人發現此地有很多鹿，稱之為九布斯，意為鹿場。

### 加里山
加里山為臺灣中北部知名的中級山，標高2220公尺，山區蘊含相當豐富的森林資源，林相包含人造林柳杉以及天然林植物，保留著原始的自然風味，是著名的森林浴遊覽地。

### 賽夏族民俗文物館
苗栗縣政府配合向天湖風景區之開發設置的民俗文物館，位於向天湖畔，展示賽夏族的工藝、祭典文化。